# フエゴ島民

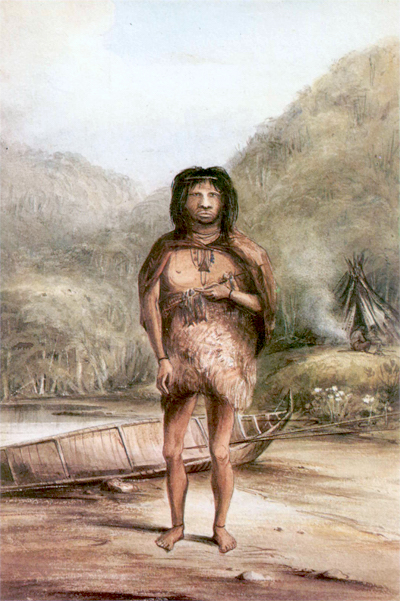
HMSビーグルの訪問中に船内の画家コンラッド・マーテンズが描いたフエゴ島民（おそらくヤーガン）の絵。

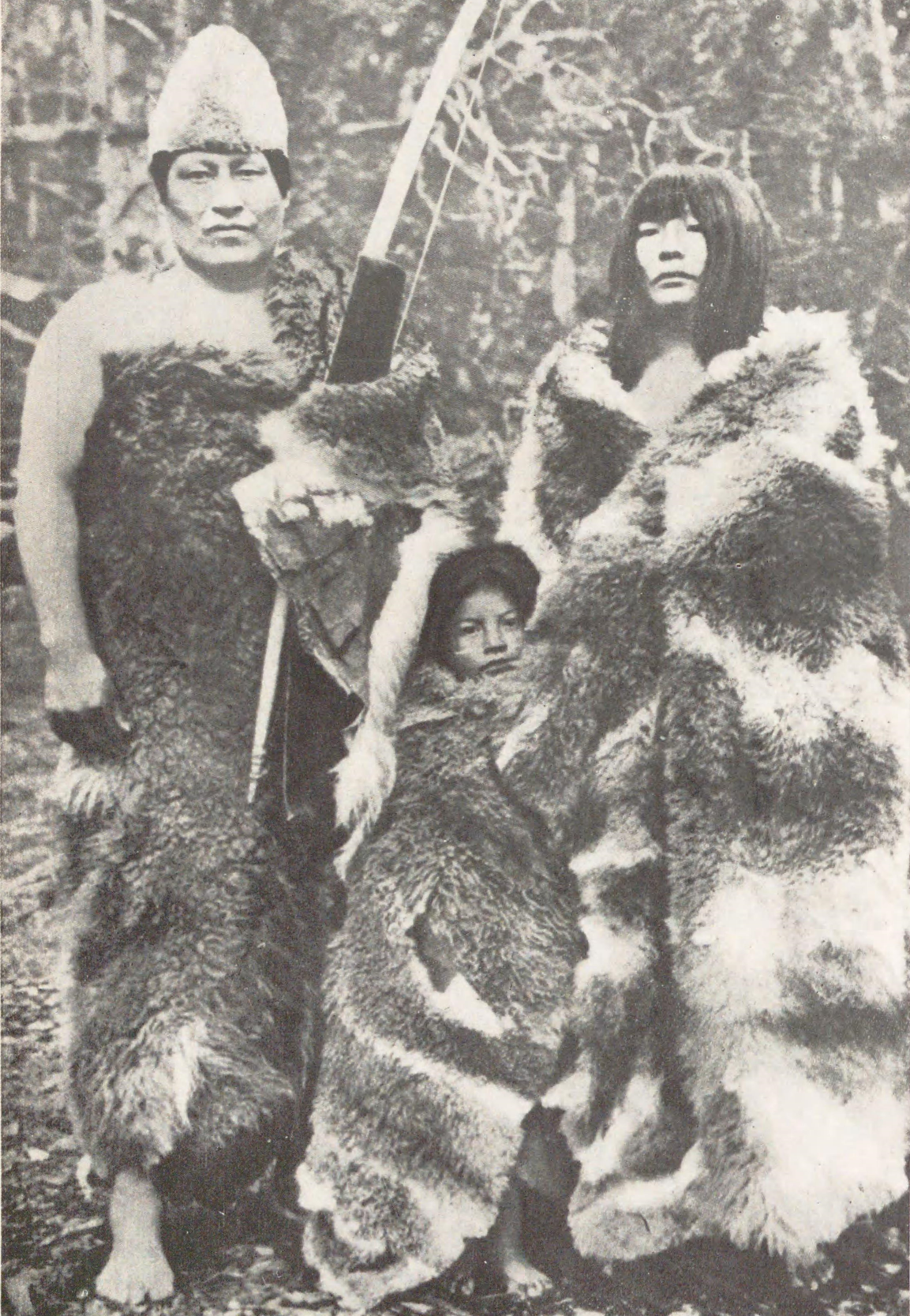
グアナコの皮を着たセルクナム

フエゴ島民は、南アメリカの南端にあるティエラ・デル・フエゴの先住民族3部族のうちの1つである。英語では、もともとティエラ・デル・フエゴのヤーガン人を指していた。スペイン語では、「fuegino」という語は、群島の出身者全てを指す。
土着のフエゴ島民はオナ（セルクナム）、ハウシュ（マネケンク）、ヤーガン（ヤマナ）、アラカルフ（カウェスカル）を含むいくつかの異なる部族に属する。これらの部族はすべて独自の言語を持ち、セルクナムを除いて沿岸地域のみに住んでいる。ヤーガンとアラカルフは、群島の島々を白樺のカヌーで移動したが、海岸に住むハウシュはそうではなかった。セルクナムはフエゴ島の内陸部に住み、主にグアナコを狩って暮らしていた。オナは、グアナコ、キツネ、ツコツコ、高地の営巣鳥、沿岸の魚介類などの陸上の獲物を狩る陸上狩猟採集民であった。フエゴ島民の人々は、いくつかの異なる言語を話した。カウェスカル語とヤーガン語は孤立した言語と考えられているが、セルクナムは本土のテウェルチェと同様にチョン語族の言語を話した。

## ヨーロッパ人との接触
1876年、天然痘の大流行がフエゴ島民の多くを襲った。1881年から1883年の間に、麻疹と天然痘のためにヤーガンの人口はおそらく3,000人からわずか1,000人に減少した。
19世紀半ばにヨーロッパ系のチリ人とアルゼンチン人が調査や侵略のために島に定住したときに、彼らは麻疹や天然痘のようなフエゴ島民が全く免疫を持たない病気を持ち込んだ。フエゴ島民の人口は病気により19世紀の数千人から20世紀には数百人にまで減少した。
早くも1878年にプンタ・アレーナスに住むヨーロッパ人は、アルゼンチンとチリの主権が確立される直前に、追加の羊牧草地を求めてチリ政府からフエゴ島の広大な土地を取得するために交渉した。
イギリスの宣教師たちは1876年までに、ヤマナ族を全員改宗させたと主張した。
1830年5月11日、数人のフエゴ島民（アラカルフ）がスクーナー船アレン・ガーディナー (Allen Gardiner)によってイギリスに移送され、王室に送られ、三人は帰されるまで何年間もそこに住んでいた。
米国探検隊は1839年にフエゴ島民と接触した。隊員の一人は、フエゴ島民を「これまで見た中で最も偉大な模倣者」と呼んだ。

### ヨーロッパ人による大量虐殺
セルクナム族大虐殺は、1884年から1900年の間に深刻な先住民の人口減少をもたらしたエスタンシエロによって承認、実行された。大企業は、羊飼いや民兵にセルクナムの死者一人ごとに報奨金を支払ったが、これは、両手か耳、または後には完全な頭蓋骨の提示によって確認された。報奨金は男性よりも女性が死んだ際により多く与えられた。

## 物質文化
「考古学上の調査は、この地域を占領している間(紀元前6400年-19世紀)ずっと、海洋狩猟採集組織が優勢であったことを示している。」フエゴ島民はすべて狩猟採集民であったが、彼らの物質文化は均質ではなかった。大きな島と群島は2つの異なる適応を可能にした。文化の中には沿岸に住むものもあれば、土地志向のものもあった。どちらもティエラ・デル・フエゴに限られたものではなかった。
- 海岸は魚、海鳥、カワウソ、アザラシ[2]、冬には貝を提供し[12]、時にはクジラも提供した[8][13]。ヤガン人はこのようにして生計を立てた。アラカルフ（マゼラン海峡といくつかの島に住む）とチョノ（英語版）（さらに北の、チリの海岸と群島で生活）は似ていた[10][11]。ほとんどのクジラは座礁したものだったが、一部では捕鯨が行われた[14]。
- セルクナムは、フエゴ島内陸の平原に住み、グアナコの群れを共同で[15] 狩猟していた。物質文化は、ティエラ・デル・フエゴの外、アルゼンチン南部の平原に住んでいる（言語的にも関連している）テウェルチェの文化に似ている[16]。

すべてのフエゴ島民の部族はノマド的な生活様式を持ち、恒久的な住まいを持っていなかった。グアナコ狩りをするセルクナムは、杭と乾いた棒と革で小屋を作った。彼らは野営地を壊し、持ち物を持ち歩いて、狩猟や採集ができる場所を求めて放浪した。海岸沿いのヤマナとアラカルフも白樺のカヌーで移動し、野営地を変えていた。 

チリの先史時代の人々の分布

## 精神文化

### 神話
ヤマナ神話とセルクナム神話の間には、いくつかの一致や推定上の借用がある。ハチドリはヤマナが崇拝した動物で、列島の水系の創造神話に現れる文化英雄「タイイン」はハチドリの姿で描かれている。ヤマナ神話「利己主義のキツネ」は、ハチドリが助けになるという特徴があり、セルクナムのタイインの神話と似ている。同様の発言は、大きなアホウドリについての神話にも同じようなことが言える。2つの部族で同一の神話の変種を共有している。両方の部族で共通または類似した神話数例：
- アシカとその（人間の）妻に関する神話[22]。
- 死の起源についての神話[23]。

フエゴ島民の3部族全てに、文化英雄についての神話があった。ヤマナは、2人のヨアロフ（yoalox-brothers, IPA: [joalox]）兄弟についての二元論的宇宙論を持っている。彼らは文化英雄として行動し、時には互いに対立関係にあり、相反する法則を導く。彼らの姿はセルクナムのクワンイプ兄弟(Kwanyip-brothers)に相当する。一般に、2つの比較された文化における二元論的神話の存在は、必ずしも関連性や拡散を意味するものではない。
一部の神話には、ヤマナ族とセルクナム族に似たシャーマンのような人物も登場する。
豊富で栄養価の高いフォークランドアイナメ（Eleginops maclovinus）は明らかに消費されておらず、岩絵はそれらが何らかの宗教的な意味を持っていたことを示唆している。

### シャーマニズム
セルクナムにもヤマナにもシャーマンのような役割を担う者がいた。セルクナムは、例えば天候を制御したり、癒したり する超自然的な能力を持つホン（xon, IPA: [xon]）がいると信じていた。ホンの姿は神話にも登場する。ヤマナのイェカムシュ（yekamush, [jekamuʃ]） はセルクナムのホンに相当する。
ヤマナ族もセルクナム族も、クジラとして現れた力を使ったシャーマンについての神話がある。どちらの例でも、シャーマンはこれを達成しながら「夢を見ていた」。例えば、セルクナムのホンの身体は、旅をして素晴らしい業績(例えば、人々の集団全体に復讐すること)を上げたと信じられている間、邪魔されずに横たわっていた。ヤマナのイェカムシュは夢を見ながら同様の成果を上げた。彼はクジラを殺し、死体を任意の場所に連れて行き、同様に自らもクジラに変身した。セルクナムの別の神話では、ホンは鯨肉の輸送にも彼の力を使うことができた。彼は遠くからこの能力を発揮し、輸送中に起こったことすべてを見ることができた。

### ジェンダー
セルクナム族もヤマナ族も昔は女性が男性を支配していたと信じており、ヤマナ族は現在の状況を男性の反乱が成功したためだと考えている。両方の部族でこの信仰に関連した祭りが多くある。
父系のオナと複合型バンド社会のヤーガンはヨーロッパ人に対して非常に異なる反応を示したが、これは彼らの文化的構造のこれらの側面によるものであることが示唆されている。

## ヤマナとセルクナムの接触
ヤマナの東部集団はセルクナムと交流があったが、言語、生息地、適応技術の主な違いは接触を促進しなかった。

## 言語
フエゴ島民が話す言語は、ヤーガン語とカウェスカル語を除いて、すべて絶滅した。セルクナム語はテウェルチェ語と関係があり、チョン語族に属する。オナ語には30,000以上の語があった。

## 古アメリカ人の降下
バハカリフォルニアのペリクと並んで、フエゴ島民とパタゴニア人は、古アメリカ系統からの部分的降下の最も強力な証拠を示している。これは、(古代北ユーラシア人と古モンゴロイドが混ざり合った)シベリア人の子孫で主要なアメリカ大陸移住者のアメリンド人とは対照的に、プロトオーストラロイドの集団に由来するアメリカ大陸への移住の初期の波であると提唱されている。南アメリカの別の場所に民族的に異なる集団が存在することを示唆する研究によって、この考えにさらなる信頼性が与えられている。考古学者のリカルド・E・ラチャムによると、パタゴニアの海洋遊牧民（チョノ、カウェスカル、ヤーガン）は、より北の部族の「連続的侵入」によって南に押し出され、より広範囲に広がった先住民グループの生き残りである可能性がある。

## 近代史

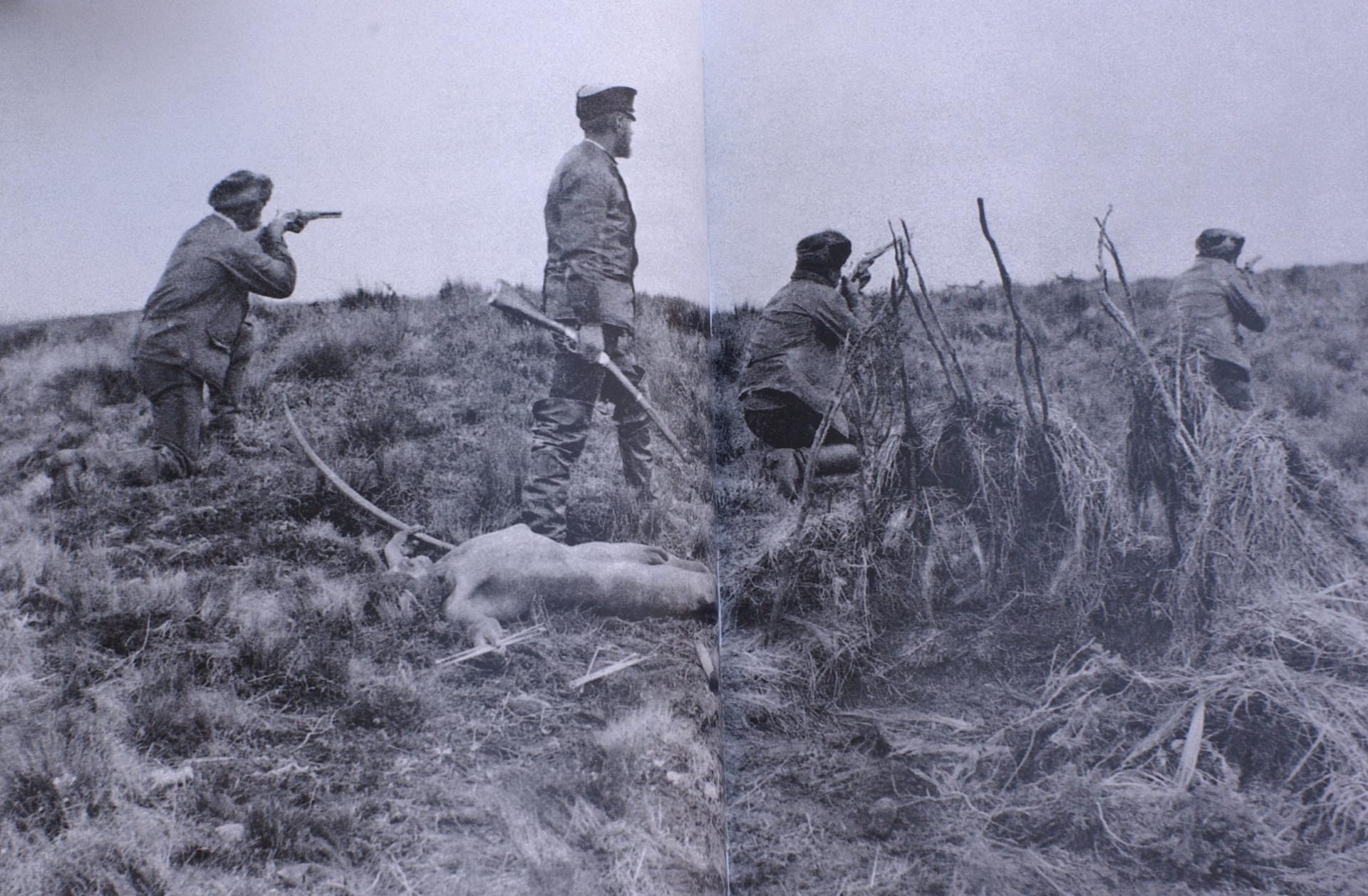
殺されたオナとジュリアス・ポパー。19世紀後半に、一部のエスタンシエロと金の探鉱者が、ティエラ・デル・フエゴ先住民に対する絶滅運動を開始した。

「ティエラ・デル・フエゴ」という名前は、セルクナムもヤマナも小屋の前（または中）で火を焚いた事実に由来するかもしれない。マゼランの時代にはフエゴ島民はもっと多く、彼らの火の光と煙は船や他の島から見ると印象的な光景だった。ヤマナはまた、例えばクジラが岸に漂着した場合に、狼煙でメッセージを送るために火を使った。大量の肉が腐らないように多くの人に知らせなければならなかった。彼らは他の場面でも狼煙を使ったかもしれないが、マゼランは自然現象の煙または光を見た可能性がある。
セルクナムとヤマナは、植民地化によってもたらされた病気によって激減し、おそらくヨーロッパとアメリカの艦隊の行動により、主な肉（クジラとアザラシ）の供給が崩壊して病気に対して更に脆弱になった。

## 参照資料
- Gusinde, Martin (1966) (German). Nordwind—Südwind. Mythen und Märchen der Feuerlandindianer. Kassel: E. Röth Title means: “North wind—south wind. Myths and tales of Fuegians”.
- Itsz, Rudolf (1979) (Hungarian). Napköve. Néprajzi elbeszélések. Budapest: Móra Könyvkiadó Translation of the original: Итс, Р.Ф. (1974) (Russian). Ленинград: Издательство «Детская Литература» Title means: “Stone of sun”; chapter means: “The land of burnt-out fires”.
- Service, Elman R. (1973). “Vadászok”. In E.R. Service & M.D. Sahlins & E.R. Wolf (Hungarian). Vadászok, törzsek, parasztok. Budapest: Kossuth Könyvkiadó It contains the translation of the original: Service, Elman (1966). The Hunter. Prentice-Hall
- Zolotarjov, A.M. (1980). “Társadalomszervezet és dualisztikus teremtésmítoszok Szibériában”. In Hoppál, Mihály (Hungarian). A Tejút fiai. Tanulmányok a finnugor népek hitvilágáról. Budapest: Európa Könyvkiadó. pp. 29–58. ISBN 978-963-07-2187-5 Chapter means: “Social structure and dualistic creation myths in Siberia”; title means: “The sons of Milky Way. Studies on the belief systems of Finno-Ugric peoples”.

## 関連文献
- Vairo, Carlos Pedro (2002) [1995]. The Yamana Canoe: The Marine Tradition of the Aborigines of Tierra del Fuego. ISBN 978-1-879568-90-7